# Osserain-Rivareyte
Osserain-Rivareyte település Franciaországban, Pyrénées-Atlantiques megyében. Lakosainak száma 228 fő (2022. január 1.). Osserain-Rivareyte Arbouet-Sussaute, Autevielle-Saint-Martin-Bideren, Domezain-Berraute, Guinarthe-Parenties és Saint-Gladie-Arrive-Munein községekkel határos.

## Népesség
A település népességének változása:
| Lakosok száma | 214  | 210  | 220  | 212  | 213  | 214  | 214  | 221  | 228  |
|               | 2013 | 2015 | 2016 | 2017 | 2018 | 2019 | 2020 | 2021 | 2022 |